# Gyula Stuller
Gyula Stuller est un violoniste hongrois né en 1962 à Budapest.

## Biographie
Il est diplômé de la Guildhall School of Music and Drama dans la classe de György Pauk et de l'Académie Franz-Liszt de Budapest dans la classe de Ferenc Halàsz. Il se perfectionne auprès des maîtres tels que Nathan Milstein, Sándor Végh, Lòrànt Fenyves et Tibor Varga.
Gyula Stuller a commencé une carrière de concertiste dès l'âge de quinze ans et est lauréat de plusieurs concours internationaux : Joseph Szigeti à Budapest, Rodolpho Lipizer à Gorizia, 1er prix du 20e Concours international de violon Tibor Varga en 1986 à Sion.
Par la suite, il s'est établi en Suisse où il a été assistant du Maître Tibor Varga. En 1990 il a été nommé 1er violon solo de l'Orchestre de chambre de Lausanne et se produit régulièrement en solo et comme musicien de chambre.
Gyula Stuller enseigne depuis 1996 au Conservatoire de Fribourg, où il est titulaire de la classe professionnelle de violon, et également au Conservatoire supérieur et Académie de musique Tibor-Varga à Sion. Ses élèves ont remporté des prix dans les différents  concours nationaux et internationaux et ont été engagés dans des orchestres prestigieux (l'Orchestre de l'Opéra de Zurich, l'Orchestre de la Scala de Milan, l'Orchestre symphonique de Bâle). Gyula Stuller donne régulièrement des master classes en Suisse, en Hongrie et au Venezuela.
Gyula Stuller joue sur un violon de Francesco Ruggieri (it) de 1679.[réf. nécessaire]